# Kodiak Launch Complex

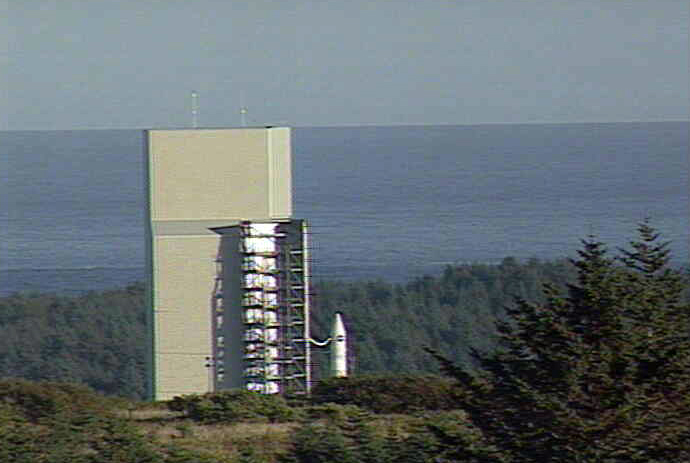
Odpálení rakety Athena I z kodiackého kosmodromu

Kodiak Launch Complex (KLC) je kosmodrom postavený v roce 1998 na Aljašce ve Spojených státech pro vypouštění družic na polární dráhu. V systému zkratek kosmodromů má přidělen symbol KO.

## Historie
Kosmodrom stavěný pro komerční účely byl stavěn od ledna 1998 a dokončen po třech letech. Již 6. listopadu 1998 odtud vzlétla první raketa k suborbitální misi, první orbitální let se uskutečnil 30. září 2001, když odtud vzlétla raketa Athena 1 se souborem mikrodružic nazvaných Kodiak Star na polární dráhu. Provozovatelem celého komplexu je Alaska Aerospace Development Corporation, což je státní společnost řízená americkým státem Aljaška. Operativní řízení letů má NASA.

## Umístění
Komplex je umístěn na ostrovu Kodiak v jihozápadní části Aljašky, asi 40 km od městečka Kodiak. Střelecký sektor, tedy místo předpokládaného dopadu stupňů raket, míří na jih od ostrova, nad lidmi téměř nenavštěvovanou část Tichého oceánu. Mimo dvojici vlastních startovacích ramp jsou zde budovy pro montáž, přípravu nákladů a vzdálené řídící středisko.

## Využití
Je určen pro družice s hmotností do 1000 kg na polární dráhy. Základnu chce využít i americká armáda pro zkoušky dvaceti balistických střel Systému strategických cílů armády USA, známých jako program STARS (HVĚZDY). I proto byly vzneseny námitky ze stran ekologických organizací a skupin občanů.